# The Canine Mutiny
The Canine Mutiny, llamado El motín canino en España y Motín canino en Hispanoamérica, es un episodio perteneciente a la octava temporada de la serie animada Los Simpson, estrenado originalmente el 13 de abril de 1997. Fue escrito por Ron Hauge y dirigido por Dominic Polcino. Tuvo como estrella invitada a Frank Welker como Prócer (Laddie en la versión original), una parodia de Lassie. El título del episodio es una referencia de la novela El motín del Caine. En este episodio Bart consigue una tarjeta de crédito y compra un perro bien entrenado llamado Prócer. 

## Sinopsis
Todo comienza cuando Bart se queja de que nunca recibe correspondencia, por lo que Marge le da el correo publicitario. Una carta contenía una forma de solicitud de tarjeta de crédito, la cual Bart llena con el nombre de su perro en lugar del suyo, Ayudante de Santa. La compañía de la tarjeta lee mal el nombre, por lo que lo llaman "Señor Santos", y su solicitud es aceptada. Poco después, Bart recibe la tarjeta de crédito.
Bart decide gastar el crédito de su tarjeta, comprándole a la familia regalos caros, que ordenaba por catálogo: un salmón ahumado de Vancouver y una sartén con radio para Marge, una camiseta de golf con el logo de su compañía para Homer, cápsulas para mantenerse alerta para Lisa y unas cuantas cosas para él. Lo que a Bart más le gustaba del catálogo era un perro collie amistoso y entrenado, pero que valía 1200 dólares. Sin embargo, lo ordena para que se lo lleven a su casa. Cuando el perro llega, Bart descubre que se llama Prócer, y el resto de la familia se enamora del nuevo perro, dejando de lado a Ayudante de santa. 
Bart no logra pagar el perro, ya que no tenía crédito en su tarjeta. Pronto, recibe una llamada de la compañía pidiéndole que les pague. Cuando las llamadas y las cartas presionándolo a pagar siguen, Bart solicita la ayuda de Prócer para hacer desaparecer la tarjeta, enterrándola. Más tarde, hombres embargadores llegan a la casa para llevarse todas las cosas que Bart había comprado, y, cuando Lisa le pide una explicación, él le dice la verdad. Cuando el encargado del embargo le pide a Bart el perro de 1200 dólares, Bart dice que ese perro era Ayudante de Santa, por lo que los hombres se lo llevan. Cuando la familia se entera de que Ayudante de Santa ya no era su perro, deciden adoptar a Prócer como el perro familiar, excepto Bart, quien aún quería a su perro y estaba arrepentido de haberlo dejado ir. Cuando Bart, cansado, saca a pasear a Prócer, el perro salva la vida de un bebé. En la ceremonia en la que se celebraba la valentía de Prócer, el jefe Wiggum le dice a Bart que el collie sería un excelente perro policía. Bart decide darle el perro a él, y luego queda obligado a decirle a su familia que se habían quedado sin perro. Homer le dice a Bart que haga lo que sea para recuperar a Ayudante de Santa, y el niño lo busca por todo el barrio, hasta que lo encuentra en la casa de un hombre ciego llamado Mitchell. 
Bart visita al Sr. Mitchell, y se dispone a pedirle que le devuelva a su perro, pero al ver cuánto ayudaba Salpicadura (Ayudante de Santa) al ciego, decide irse. Esa noche, Bart, vestido de negro, se cuela en la casa del ciego para recuperar a su perro. El Sr. Mitchell oye la presencia de un intruso en su casa, por lo que Bart se esconde con Ayudante de Santa en un armario. Cuando el ciego le dice a Bart que ha llamado a la policía, el niño le cuenta todo lo que le había pasado. Mitchell le propone un trato: dejarían que el perro eligiese con quién quería quedarse. Ayudante de Santa elige a Bart. Unos minutos después, la policía llega a la casa con Prócer, quien inmediatamente huele la marihuana que el Sr. Mitchell llevaba en el bolsillo. Bart y Ayudante de Santa se van juntos a su casa, dejando a la policía "arreglar" las cosas con Mitchell, llegando más patrullas con música e invitados.

## Producción

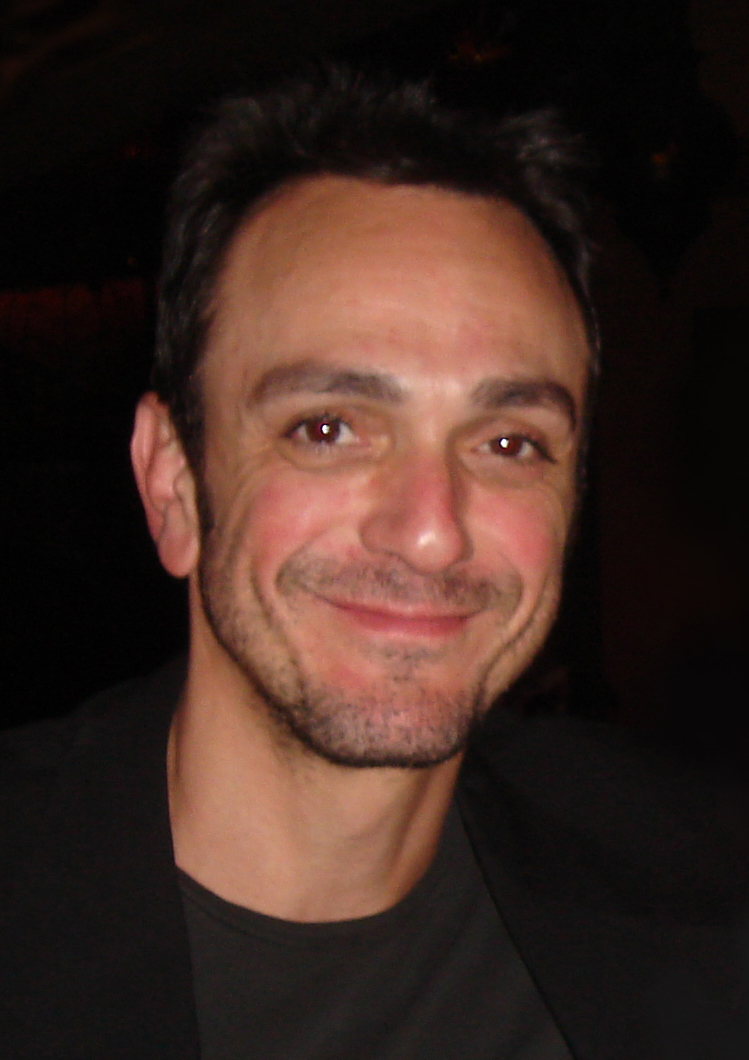
Hank Azaria, quien ideó la escena final del episodio.

En el episodio, la secuencia de presentación se dejó completa porque la historia era demasiado corta. A pesar de esto, una parte extensa del episodio fue cortada, y la mitad debió ser reescrita luego de haberse finalizado la animación. La idea original del argumento era que la familia recibiría una tarjeta de crédito a nombre de "Hobart Simpson", y que Bart la usaría. Además, la historia secundaria iba a tratarse de la adicción de Lisa por las pastillas "Trucker's Choice", las cuales la mantienen alerta y la vuelven suspicaz. Originalmente, en lugar de ir a un parque para perros, la familia llevaría a Prócer a una cascada, en donde el perro haría una demostración de sus habilidades en el agua, pero fue cambiada porque los escritores pensaron que ya había quedado demostrado que Prócer era un "súper perro". Por otra parte, la escena en que Prócer rescataba al bebé era muy complicada de animar, por lo que no se mostró.
Prócer fue diseñado para que se pareciera a un perro real. El catálogo que Bart usa para comprar es una combinación del catálogo Lillian Vernon y de The Sharper Image. La primera escena del episodio no fue pensada para mostrar simplemente la correspondencia de la familia, sino para hacer una broma de las diferentes clases de correo que recibía cada miembro. Después de la fantasía de Bart en la que los perros son introducidos en una caldera, cuando se escucha una bocina de un barco en la distancia, el sonido iba a ser en realidad un grito de "más perros", pero fue cambiado para no llevar tan lejos el gag. Hank Azaria fue quien ideó la escena final, en la cual el jefe Wiggum y Lou cantan "Jammin'".

## Referencias culturales

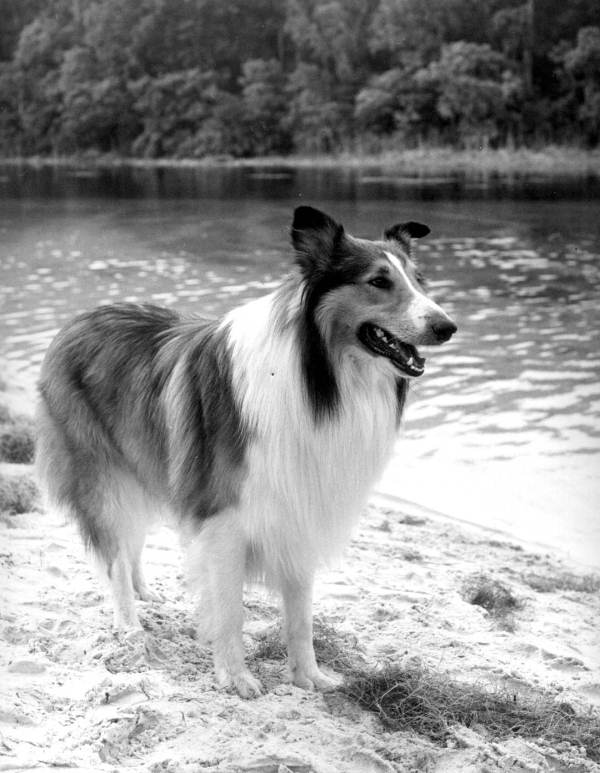
Lassie, en quien estuvo basado el personaje de Prócer.